# Magnus Barfoth
Johan Ernst Magnus Barfoth, född 8 december 1860 i Bosjökloster, död 15 oktober 1884 i Vunda i Kongoriket, var en svensk stationschef i vad som var på väg att bli Kongostaten.